# San Martín Toxpalan
San Martín Toxpalan là một đô thị thuộc bang Oaxaca, México. Năm 2005, dân số của đô thị này là 3595 người.